# Gloria Favilla
Gloria Favilla (Lucca, 7 gennaio 1985) è un'ex cestista italiana.
Guardia di 176 cm, ha giocato in Serie A1 con Lucca.
Si è ritirata nel 2013 dopo diciassette stagioni con la maglia lucchese, le ultime da capitano.

## Palmarès
- Campionato italiano di Serie A2: 1
Le Mura Lucca: 2009-10